# Ahvenlampi (sjö i Finland, Norra Österbotten, lat 65,08, long 26,92)
Ahvenlampi är en sjö i Finland. Den ligger i kommunen Utajärvi i landskapet Norra Österbotten, i den centrala delen av landet, 600 km norr om huvudstaden Helsingfors. Ahvenlampi ligger 124 meter över havet. Arean är 41,2 hektar och strandlinjen är 3,61 kilometer lång. Sjön  ingår i Kiminge älvs huvudavrinningsområde. 